# Serbien beim Eurovision Young Musicians
Übertragende Rundfunkanstalt

Erste Teilnahme
2010
Anzahl der Teilnahmen
2
Höchste Platzierung
k. A.
Dieser Artikel befasst sich mit der Geschichte Serbiens als Teilnehmer des Wettbewerbs Eurovision Young Musicians.

## Regelmäßigkeit der Teilnahme und Erfolg im Wettbewerb
Serbien gab 2008 sein Debüt beim Eurovision Young Musicians. Allerdings konnte sich die Cellistin Mina Zakic nicht für das Finale qualifizieren. 2010 zog sich dann der zuständige Sender Radio-Televizija Srbije (RTS) ohne eine Angabe von Gründen vom Wettbewerb zurück.
Am 3. April 2024 wurde bekannt, dass der Sender zum Wettbewerb zurückkehren werde.

## Liste der Beiträge
Farblegende: – 1. Platz. – 2. Platz. – 3. Platz. – ausgeschieden im Halbfinale/in der Qualifikation. – keine Teilnahme/nicht qualifiziert.
| Jahr                          | Interpret                | Instrument               | Stücke                                                                                                  | Platz Finale             | Platz Halbfinale                   | Nationale Vorentscheidung |
| ----------------------------- | ------------------------ | ------------------------ | --- | ------------------------ | ---------------------------------- | ------------------------- |
| 2008                          | Mina Zakic               | Cello                    | Impromptu G-Dur, Op.90 von Franz Schubert Introduction et Polonaise Brillante, Op.3 von Frédéric Chopin | Ausgeschieden            | k. A. / 9                          |                           |
| 2010 2012 2014 2018 2020 2022 | Auf Teilnahme verzichtet | Auf Teilnahme verzichtet | Auf Teilnahme verzichtet                                                                                | Auf Teilnahme verzichtet | Auf Teilnahme verzichtet           | Auf Teilnahme verzichtet  |
| 2024                          | Bogdan Dugalić           | Klavier                  | Rhapsodie über ein Thema von Paganini von Sergei Rachmaninow                                            | k. A. / 11               | Direkt für das Finale qualifiziert | interne Auswahl           |